# 474 av. J.-C.
Cette page concerne l'année 474 av. J.-C. du calendrier julien proleptique.

## Événements
- 16 avril : triomphe du consul Publius Valerius Publicola pour sa victoire sur les Sabins et les Véiens[1].
- 16 juillet : début à Rome du consulat de Lucius Furius Medullinus et Aulus Manlius Vulso (ou C. Manlius)[1].
- Trêve de quarante ans entre Rome et Véies[1].
- Hiéron, le tyran de Syracuse, remporte une bataille navale à Cumes qui met fin à la puissance maritime des Étrusques[2]. Cette bataille marque la fin de l'expansion vers le sud des Étrusques déjà menacée par la révolte des Latins et la perte de Rome. Hiéron installe une garnison à Ischia (îles Pithécusses) afin de contrôler le trafic entre l’Étrurie et la Campanie[3].